# Wabik (film)
Wabik(oryg. Chakravyuh, tłum. Labirynt) – bollywoodzki thriller z 2012 roku wyreżyserowany przez Prakash Jha. Tematem filmu są walki naksalitów z policją.

## Fabuła
Adil Khan (Arjun Rampal) Kabir (Abhay Deol) i Rhea Menon (Esha Gupta) są trójką przyjaciół szkolących się na oficerów policji. Wybuchowy Kabir łamie regulamin, atakuje w gniewie przełożonego i zostaje wydalony ze szkoły. Po latach spotyka swego przyjaciela Adila Khana w Madhya Pradesh, w Nandighat, rejonie poddanym kontroli naksalitó, w próbujących nie dopuścić do wysiedlenia tubylców z ich ziem potrzebnych spółkom zajmującym się pozyskiwaniem surowców. Adil Khan właśnie przegrał kolejną potyczkę policji z oddziałami dowodzonymi przez Rajana (Manoj Bajpai). Kabir decyduje się pomóc przyjacielowi. Pozyskawszy zaufanie naksalitów ma dostarczać Adilowi informacji o ruchach oddziałów. Początkowo przeznaczony przez naksalitów do udziału jedynie w propagujących ruch naksalicki przedstawieniach teatralnych, z czasem Kabir zaczyna być szkolony do walki w lesie. Poznanie Juhi (Anjali Patil), prawej ręki dowodzącego naksalitami Rajana sprawia, że Kabir coraz lepiej rozumie racje naksalitów. Patrzy na walkę o ziemię innymi niż jego przyjaciel, oficer policji, oczyma Stopniowo ze szpiega staje się jednym z naksalitów.